# Джорджевич, Боривое
Боривое Джорджевич (серб. Боривоје Ђорђевић; род. 2 августа 1948, Белград) — югославский полузащитник.

## Клубная карьера
Во время игры за «Партизан» он был известен своими передачами и свойствами плеймейкера. В течение целого десятилетия в клубе из Белграда Джорджевич сыграл в общей сложности 322 матчей и забил 50 голов. После этого он решил играть остаток своей карьеры за границей. Сначала он играл за «Панатинаикос», которому помог в 1977 году помог оформить золотой дубль. В 1978 году перешёл в «Айнтрахт» из Трира, где через 2 года завершил карьеру футболиста.

## Международная карьера
Дебют за национальную сборную Югославии состоялся 12 ноября 1967 года в отборочном матче на Чемпионат Европы 1968 против сборной Албании. Был включен на Чемпионат Европы 1968 в Италии, где югославы взяли серебряные медали. Всего Джорджевич провёл за сборную провёл 9 матчей.

## Достижения
«Партизан»
- Финалист Кубка европейских чемпионов: 1965/66

«Панатинаикос»
- Чемпион Греции: 1967/77
- Обладатель Кубка Греции: 1967/77
- Обладатель Балканского кубка: 1977/78